# Kedungmulyo (Jakenan)
Kedungmulyo is een bestuurslaag in het regentschap Pati van de provincie Midden-Java, Indonesië. Kedungmulyo telt 1145 inwoners (volkstelling 2010).